# Tomás Eloy Martínez

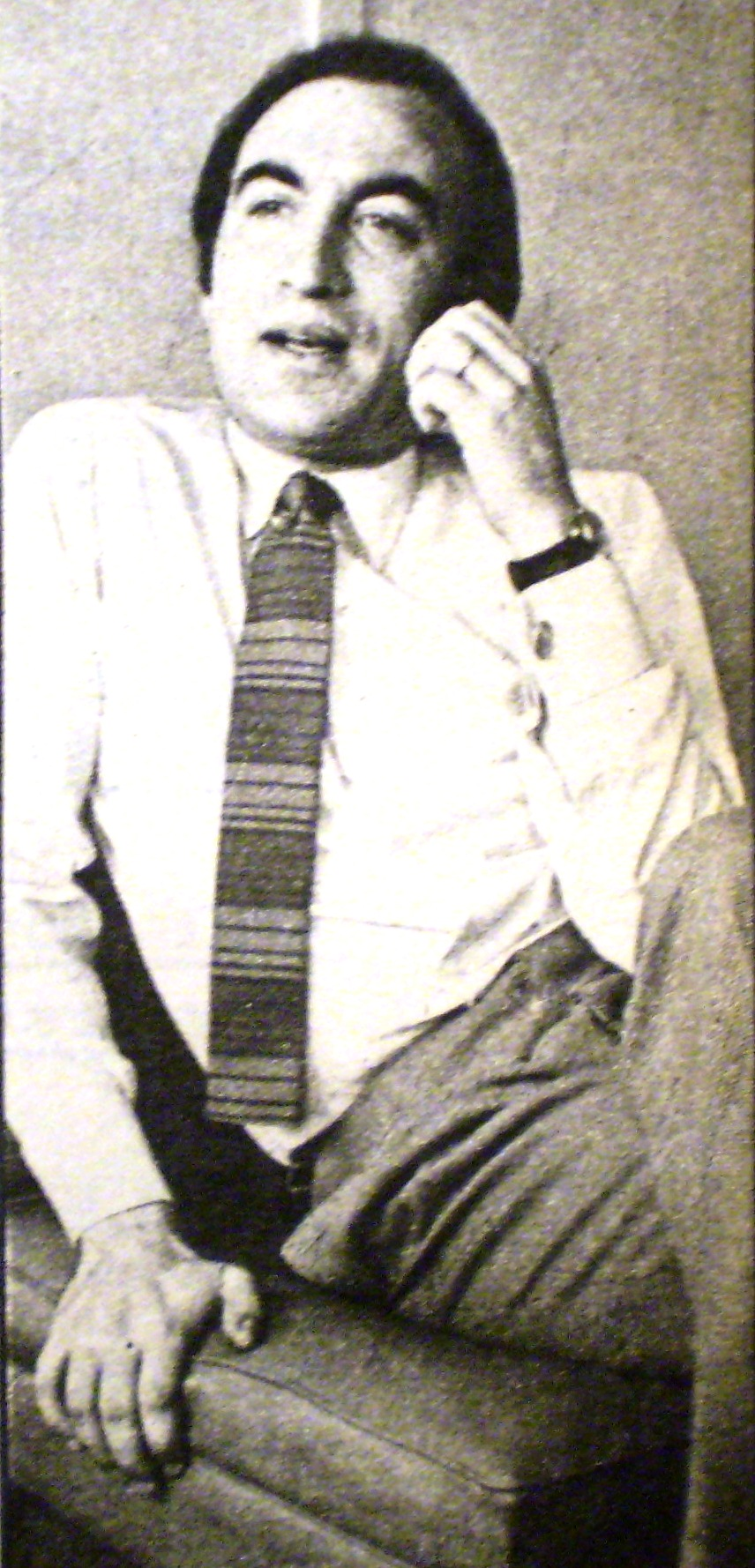
Tomás Eloy Martínez, 1971.

Tomás Eloy Martínez (San Miguel de Tucumán, 16 juli 1934 – Buenos Aires, 31 januari 2010) was een Argentijns journalist en schrijver.
Martínez was afkomstig uit de provincie Tucumán. Hij studeerde Spaanse en Latijns-Amerikaanse letterkunde aan de "Universidad Nacional de Tucumán" en behaalde een masterdiploma aan de universiteit van Parijs. Martínez werkte als columnist voor La Nación en voor The New York Times en El País.
Hij werd wereldberoemd met romans als Santa Evita en De tangozanger (El cantor de tango). Hij schreef ook filmscenario's, werkte voor de televisie en had als journalist grote invloed in eigen land.
Martínez overleed in januari 2010 aan longkanker.

## Werken
- Estructuras del cine argentino (1961)
- Sagrado (1969)
- La pasión según Trelew (1974)
- El relato periodístico La pasión según Trelew (1974))
- Los testigos de afuera (1978)
- Lugar común la muerte (1979)
- Ramos sucre. Retrato del artista enmascarado (1982)
- La novela de Perón (1985)
- La mano del amo (1991)
- Santa Evita (1995)
- Las Memorias del General (1996)
- El Suelo Argentino (1999)
- Ficciones verdaderas (2000)
- El vuelo de la reina (2002) (bekroond met de Premio Alfaguara)
- Réquiem por un país perdido (2003)
- Las vidas del general (2004)
- El cantor de tango (2004)
- Purgatorio (2008)